# Super-G

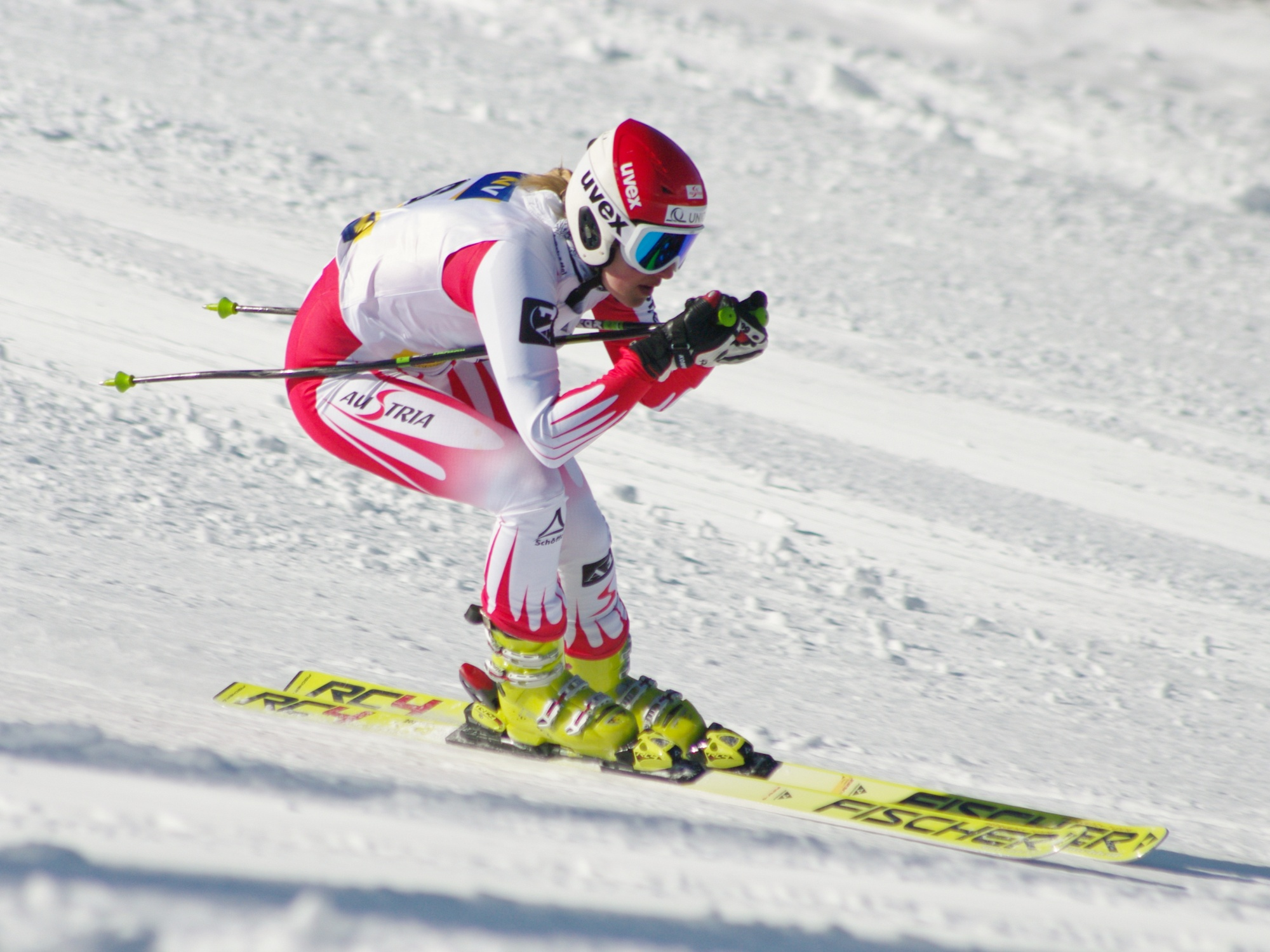
Jessica Depauli em prova do super-G

O Super giant Slalom ou Super-G, é uma disciplina de corrida do esqui alpino. Juntamente com a mais rápida descida, é considerada como um evento "velocidade", em contraste com a técnica do slalom gigante e slalom. A sua estreia como um evento oficial da Copa do Mundo durante a temporada de 1983 e foi incluída no calendário oficial do Campeonato do Mundo em 1987 e as Olimpíadas de Inverno em 1988.